# Royal Enfield

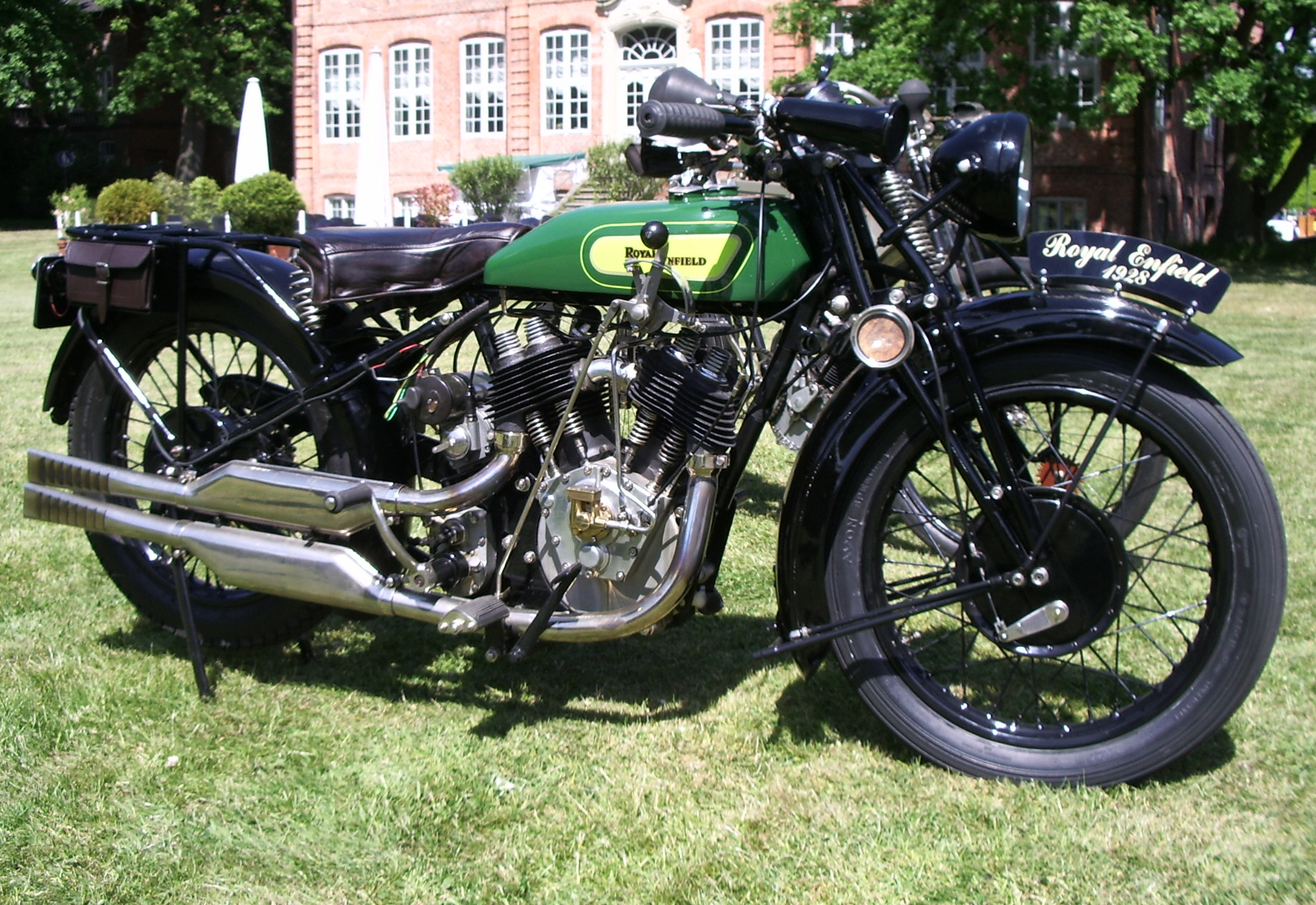
Royal Enfield 1928

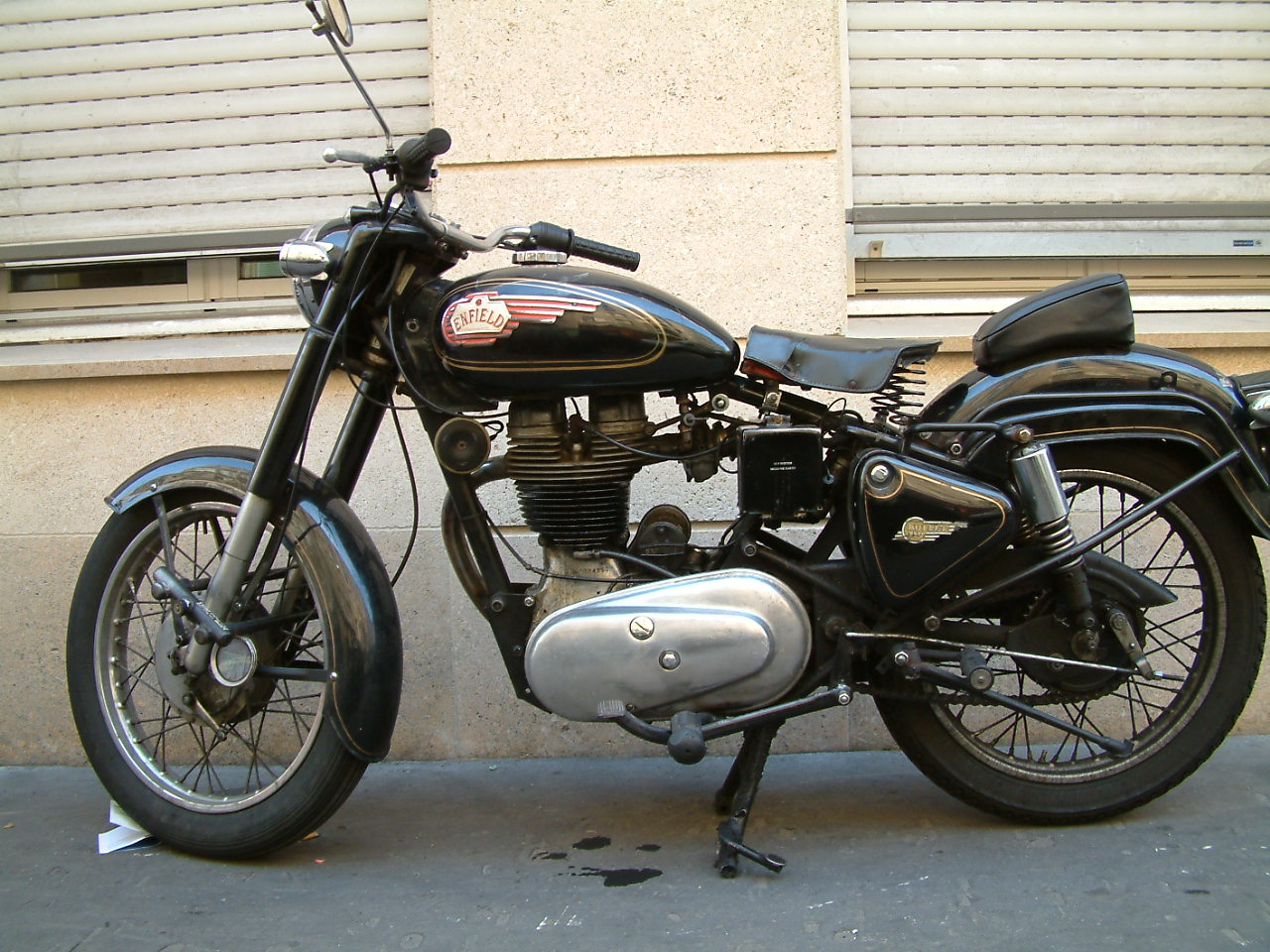
Royal Enfield Bullet

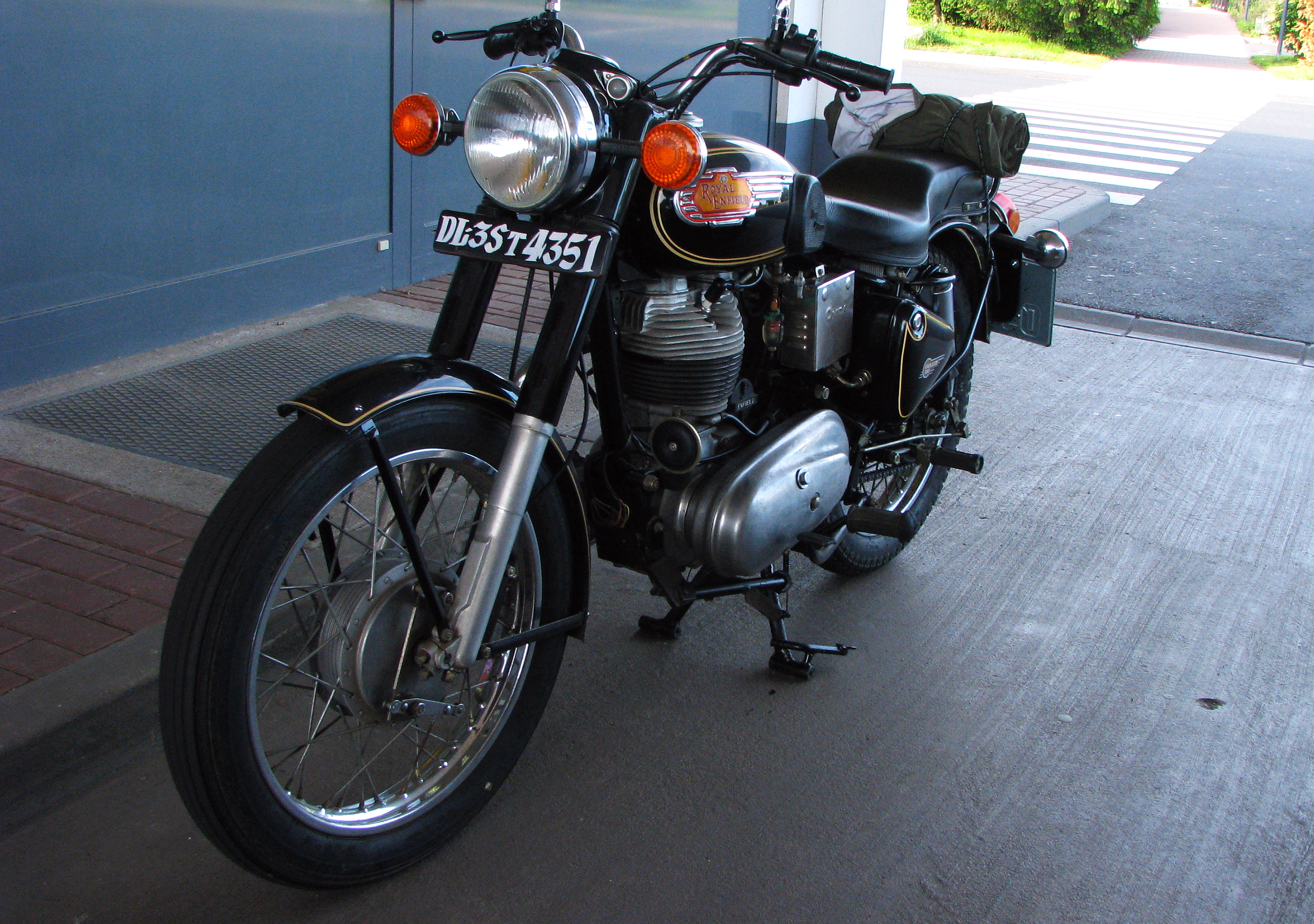
RE Bullet 350 - front med skyltar från Delhi, Indien

Royal Enfield var ursprungligen ett brittiskt företag som tillverkade motorcyklar. Företaget grundades 1893 och flyttade sin tillverkning helt från Redditch till Indien på 70 talet. Tillverkningen startade i Indien i samarbete med ett indiskt bolag  redan 1949.
Sedan det brittiska företaget 1949 började montera MC-modellen Bullet i Indien med hjälp av företaget "Madras Motor Company" har företaget kommit att bli helt indiskkontrollerat, och tillverkar sedan 1955 motorcyklar under namnet Enfield India. Den mest udda produkten från den indiska tillverkningen är en modell med dieselmotor, som 1995 noterades av Guinness rekordbok som världens bränslesnålaste motorcykel. Den kördes 70,77 km på en liter diesel.
Sedan 1980-talet exporteras motorcyklar till övriga världen, och köps i första hand av förare som av nostalgiska skäl vill ha en motorcykel med 'gammal' teknik trots att den är ny. I likhet med de retromodeller från bland annat Triumph som på senare år dykt upp på marknaden är nämligen Enfields nya EFI motorcyklar i allt väsentligt toppmoderna med bränsleinsprut och ABS samt 3 års garanti. 
I samband med att Madras Motors köptes 1999 av Eicher Ltd förvärvades rättigheterna till det ursprungliga namnet Royal Enfield, och sedan dess säljs de motorcyklar som exporteras under detta namn. Ny fabrik byggdes och en särskild exportlinje startades. Nu kom Royal Enfield med ett nytt modellprogram med Euro4-godkända modellerna Bullit, Classic och Cafe-racern Continental 535 GT och senare (2017) Himalayan, alla med el och kickstart samt ABS-bromsar och så vidare.
2019 kom Twin-hojarna, ritade av Harris Performance, som numera ingår i Royal Enfield-koncernen, Interceptor 650 och Continental GT 650. De är helt nyutvecklade med balansaxel och 270 graders 2 cylindriga och med 6-växlad låda. Det är världens största MC-märke i mellanklassen. Totalt tillverkar nu Royal Enfield en miljon hojar om året i nya och toppmoderna anläggningar, med 2-3 års garanti beroende på modell. 2021 kommer det en ny modell till Europa nämligen Meteor 350. Royal Enfield är även världens äldsta MC märke och har varit i produktion konstant sedan 1901.